# Rileya couridae
Rileya couridae är en stekelart som först beskrevs av Peter Cameron 1913.
Rileya couridae ingår i släktet Rileya och familjen kragglanssteklar. Inga underarter finns listade i Catalogue of Life.